# Sergio de Lis
Pour les articles homonymes, voir Lis.
Sergio de Lis de Andrés, né le 19 mai 1986 à Saint-Sébastien, est un coureur cycliste espagnol.

## Biographie
Il commence sa carrière professionnelle en 2008 dans l'équipe continentale espagnole Orbea-Oreka SDA. Il ne remporte aucune victoire et a comme seule place d'honneur une deuxième place dans une étape du Circuito Montañés. Malgré tout, il rejoint la formation basque Euskaltel-Euskadi en 2009. Au cours de l'année 2010, il décide d'arrêter sa carrière pour des raisons familiales.

## Palmarès et résultats

### Palmarès par année
- 2002
  - 2e du championnat d'Espagne de vitesse cadets
- 2004
  -  Champion d'Espagne de l'américaine juniors (avec Rubén Zabaleta)
- 2006
  - 3e de la San Martín Proba

### Classements mondiaux
| Année           | 2008 |
| --------------- | ---- |
| UCI Europe Tour | 792e |